# Rappottenstein
Rappottenstein är en köpingskommun i det österrikiska förbundslandet Niederösterreich. Orten ligger i distriktet Zwettl cirka 15 kilometer sydväst om staden Zwettl. Kommunen har 1 738 invånare (2024).

## Historia
I mitten av 1100-talet grundade herrarna av Kuenring flera borgar, bland annat Rappottenstein vid floden Kamp. I fästningens skydd uppstod så småningom en köping på 1300-talet.
Rappottenstein med omnejd undgick inte återkommande naturkatastrofer, missväxt, hungersnöd och epidemier under århundradenas lopp. Även krig ledde till förstörelse och nöd. 1683 inkvarterades trupper i Rappottenstein, liksom senare under Napoleonkrigen. En stor katastrof innebar branden 1849. Bara sju hus stod kvar; kyrkan, prästgården och skolan tillhörde de byggnader som brunnit ner.

## Orter
Under 1900-talet företogs flera kommunsammanslagningar och efter den senaste 1972 hade Rappottenstein 2 100 invånare i 23 orter (Ortschaften), dock har invånarantalet minskat sedan dess. Orterna är: (inom parentes invånarantal 1 januari 2024):
- Aggsbach (15)
- Arnreith (17)
- Dietharts (14)
- Grossgundholz (71)
- Grötschen (8)
- Grünbach (93)
- Hausbach (88)
- Höhendorf (18)
- Kirchbach (151)
- Kleinkamp (20)
- Kleinnondorf (46)
- Lembach (113)
- Neustift (55)
- Oberrabenthan (60)
- Pehendorf (133)
- Pfaffendorf (49)
- Pirkenreith (58)
- Rappottenstein (338)
- Reichenbach (38)
- Riebeis (23)
- Ritterkamp (122)
- Roiten (152)
- Selbitz (56)

## Sevärdheter

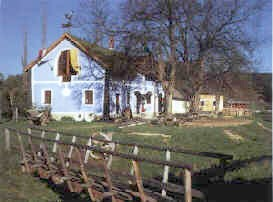
Bymuseet Roiten.

- Borgen Rappottenstein, en av Österrikes bäst bevarade medeltida borgar
- Ortskyrkan Rappottenstein från 1100-talet med romansk kärna, ombyggd i gotisk stil
- Ortskyrkan Kirchbach från 1400-talet, ombyggd i barock stil 1720
- Friluftsmuseet Kirchbach, ett vattendrivet sågverk
- Bymuseet Roiten, formgivet av konstnären Friedensreich Hundertwasser